# Conferència del Caire
La Conferència del Caire, també coneguda pel seu nom en clau Sextant, celebrada del 22 fins al 26 de novembre del 1943 a la ciutat del Caire, a Egipte, va tenir lloc per tal de definir la posició aliada contra el Japó durant la Segona Guerra Mundial i s'hi van prendre decisions sobre el futur d'Àsia en la postguerra. Hi van assistir el president estatunidenc Franklin Roosevelt, el primer ministre britànic Winston Churchill i Chiang Kai-shek, per part de la Xina.
La Declaració del Caire va ser signada el 27 de novembre del 1943 i feta pública a través d'un comunicat de ràdio l'1 de desembre, on es posava en relleu la intenció dels aliats de continuar amb el desplegament de les forces militars fins a arribar a la rendició incondicional del Japó i el retorn a la Xina de les terres de Manxúria, Taiwan i les Illes dels Pescadors.